# Elektrolitikus disszociáció
Az elektrokémiában a semleges molekulák elektromosan töltött ionokra való szétesését elektrolitikus disszociációnak nevezik.

## Kémiai leírása

### Disszociáció
Az erős elektrolit az oldatban kizárólag ionok vagy ionasszociátumok[pontosabban?] formájában van jelen. Az elektrolitoldatok és a nem disszociált molekulák egészükben semlegesek, így az elektromos töltések algebrai összege az egész oldatban zérus, azaz 
{\textstyle \sum _{i=1}^{s}m_{i}z_{i}=0}, 
ahol az oldatban s számú különböző ion van jelen, az i-dik ion molalitása m, töltésszáma z. Az ellentétes töltésű ionok vonzzák egymást, makroszkopikus méretekben a pozitív és negatív töltésű ionok nem válnak szét (elektroneutralitás elve, azaz {\textstyle \sum _{i}z_{i}v_{i}=0}). Elektrolitoknak ionokra történő szétesésének általános egyenlete szerint: 
{\displaystyle K_{v+}A_{v-}=v_{+}K^{z+}+v^{-}A^{z-}},
melyben K a kation, A az anion, z+ a kation töltésszáma, z− az anion töltésszáma, v+ a kation sztöchiometriai együtthatója, v− az anion sztöchiometriai együtthatója a disszociáció egyenletében. 
Az erős elektrolitok már 0,1–0,01 M koncentrációjú oldatban gyakorlatilag teljesen disszociálnak, gyenge elektrolitoknál ugyanilyen koncentrációnál csak néhány tized vagy század százalék az arány. A nem disszociált elektrolitok oldataiban csak szolvatált kationok és anionok vannak és semmi sem utal ellentétes töltésű ionok tartós asszociátumának képződésére (kevés ilyen elektrolit van, de például ilyen a kálium-klorid, néhány alkálifém- és átmenetifém-halogenid).

### Ionok relatív sebessége
Az ionok az elektrolitoldatban áram hatására az ellentétes töltésű elektród felé mozognak. Az elmozdulás sebessége az anionok és kationok esetében nem ugyanaz. Hittorf tanulmányozta ezt a jelenséget a fent említett szempontból, megfigyeléseinek összegzését a Hittorf-szabály is megőrizte. Ez azt állítja, hogy bármely elektród körül a koncentráció csökkenése arányos az ellentétes irányba mozgó ionok sebességével. Vegyük példaként az ezüst-nitrát oldat elektrolízisét, ezüst elektródokat felhasználva. Ha a kísérletet végrehajtanánk, azt találnánk, hogy az anód körül az ezüst-nitrát koncentrációja nem csökken, hanem növekszik – ami jól láthatóan ellentétes a korábban megfigyeltekkel.

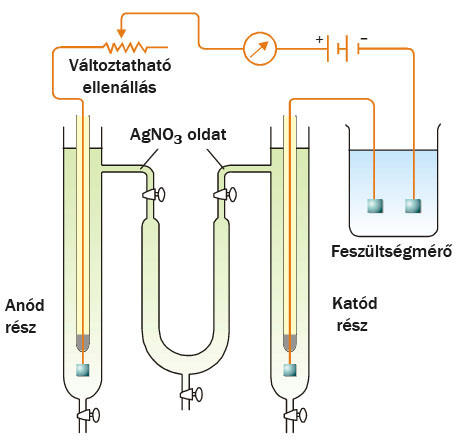
A Hittorf-módszer

#### Átviteli szám
Az elektrolízis közben az áram folyását a kationok és az anionok biztosítják. Ennek részarányát az átviteli szám vagy Hittorf-szám adja meg. Ha {\displaystyle v_{-}}az anion, {\displaystyle v_{+}}a kation mozgási sebessége, akkor azt írhatjuk, hogy {\textstyle N_{t,k_{+}}={\frac {v_{+}}{v_{+}+v_{-}}}} és {\textstyle N_{t,a_{-}}={\frac {v_{-}}{v_{-}+v_{+}}}}. Ha a sebességek viszonyszáma {\displaystyle {\frac {v_{+}}{v_{-}}}} r, akkor némi átrendezéssel azt kapjuk, hogy {\textstyle N_{t}={\frac {1}{1+r}}}, amely az átviteli szám. Az átviteli szám meghatározására a Hittorf-elvet alkalmazták. Az ionra vonatkozó átviteli szám tehát az elektród közeli koncentrációesésből következik (a kísérlet vázlata a képen látható). A készüléket ezüst-nitrát oldattal telítik, miközben néhány órán keresztül 10−2 A áramerősségnek teszik ki. 

#### Kohlrausch-törvény
Végtelen híg elektrolitoldatok tulajdonságait tanulmányozva Kohlrausch megállapította, hogy ilyen oldatokban a vezetőképesség kialakulásához minden egyes ion hozzájárul. Ez a Kohlrausch-törvény (1875), mely szerint tehát a végtelen hígítású elektrolitoldatokban az ekvivalens vezetőképesség egyenlő az oldatban lévő egyes elektrolitok vezetőképességének összegével, képletesen {\displaystyle \lambda _{\propto }=\lambda _{a}+\lambda _{c}} (dimenziója {\displaystyle \Omega ^{-1}cm^{2}}). 
Gyenge elektrolitok oldatban kevéssé disszociáltak, még nagy hígítású oldatokban sem. A hagyományos módszer az oldat vezetőképességének megállapítására ilyen módon nem lehetséges, a Kohlrausch-törvény viszont segítséget nyújthat ebben. Alkalmazzuk az átviteli számnál felvázolt sémát a vezetőképességre, ekkor {\textstyle {\frac {\lambda _{a}}{\lambda _{c}}}={\frac {N_{t}}{1-N_{t}}}}, ez átrendezéssel az elektrolit vezetőképességére a következő formulát nyújtja: 
{\displaystyle \lambda _{a}=N_{t}\centerdot \lambda _{\propto }}